# Amar Beslagic
Amar Beslagic (* 10. September 2000) ist ein österreichischer Fußballspieler.

## Karriere
Beslagic begann seine Karriere bei der DSG Union Haid. Zur Saison 2012/13 wechselte er zur Union St. Florian. Zur Saison 2014/15 schloss er sich der Jugend des SV Traun an. Im Oktober 2015 kam er erstmals für die erste Mannschaft der Trauner in der sechstklassigen Bezirksliga zum Einsatz. Bis Saisonende kam er zu vier Einsätzen. In der Saison 2016/17 absolvierte er 18 Spiele in der sechsthöchsten Spielklasse, wie auch in der Saison 2017/18. Am Ende besagter Saison stieg man allerdings in die fünftklassige Landesliga auf, in der er zu acht Einsätzen kam.
Im Februar 2019 wechselte Beslagic zu den sechstklassigen Amateuren des FC Blau-Weiß Linz. Mit diesen stieg er zu Saisonende ebenfalls in die Landesliga auf. Im Juni 2020 debütierte er für die Profis der Linzer in der 2. Liga, als er am 22. Spieltag der Saison 2019/20 gegen den FC Wacker Innsbruck in der 88. Minute für Philipp Malicsek eingewechselt wurde. Insgesamt kam er zu 13 Zweitligaeinsätzen für die Linzer.
Im Jänner 2022 wechselte Beslagic zum viertklassigen ASKÖ Donau Linz. Im Rest der Saison 2021/22 kam er dort noch auf 14 Ligaeinsätze und war somit direkt Stammspieler. In der Spielzeit 2022/23 absolvierte er 23 Partien in der Landesliga Ost. 2023/24 waren es inklusive den Relegationsspielen um den Aufstieg 20 Ligapartien, die Beslagic bestritt. Zusammen mit dem Team konnte er den Aufstieg allerdings nicht schaffen und verlor mit einem Gesamtergebnis von 2:4 gegen die ASK St. Valentin.